# Божичі

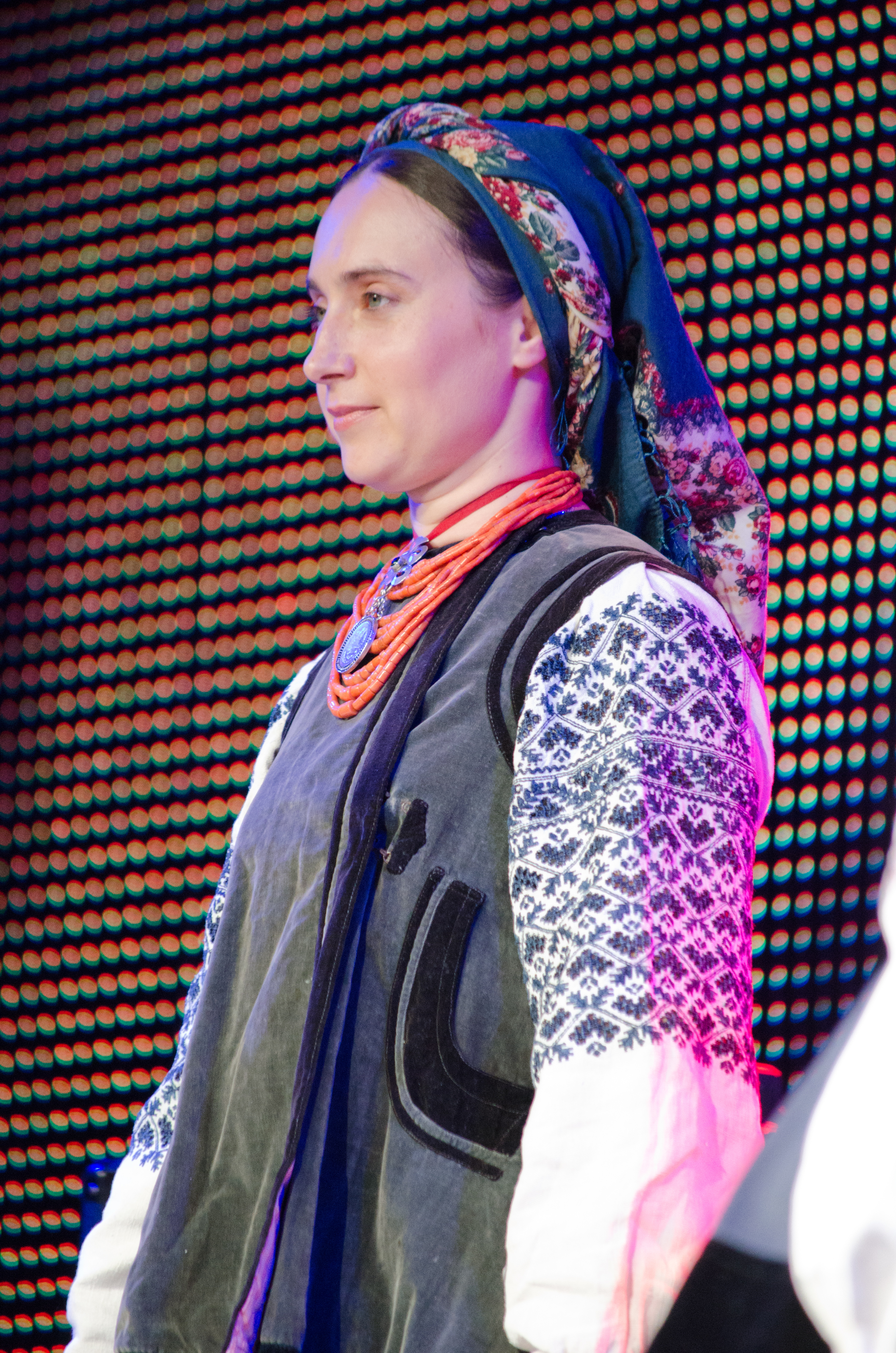
Сусанна Карпенко, співкерівниця гурту «Божичі»

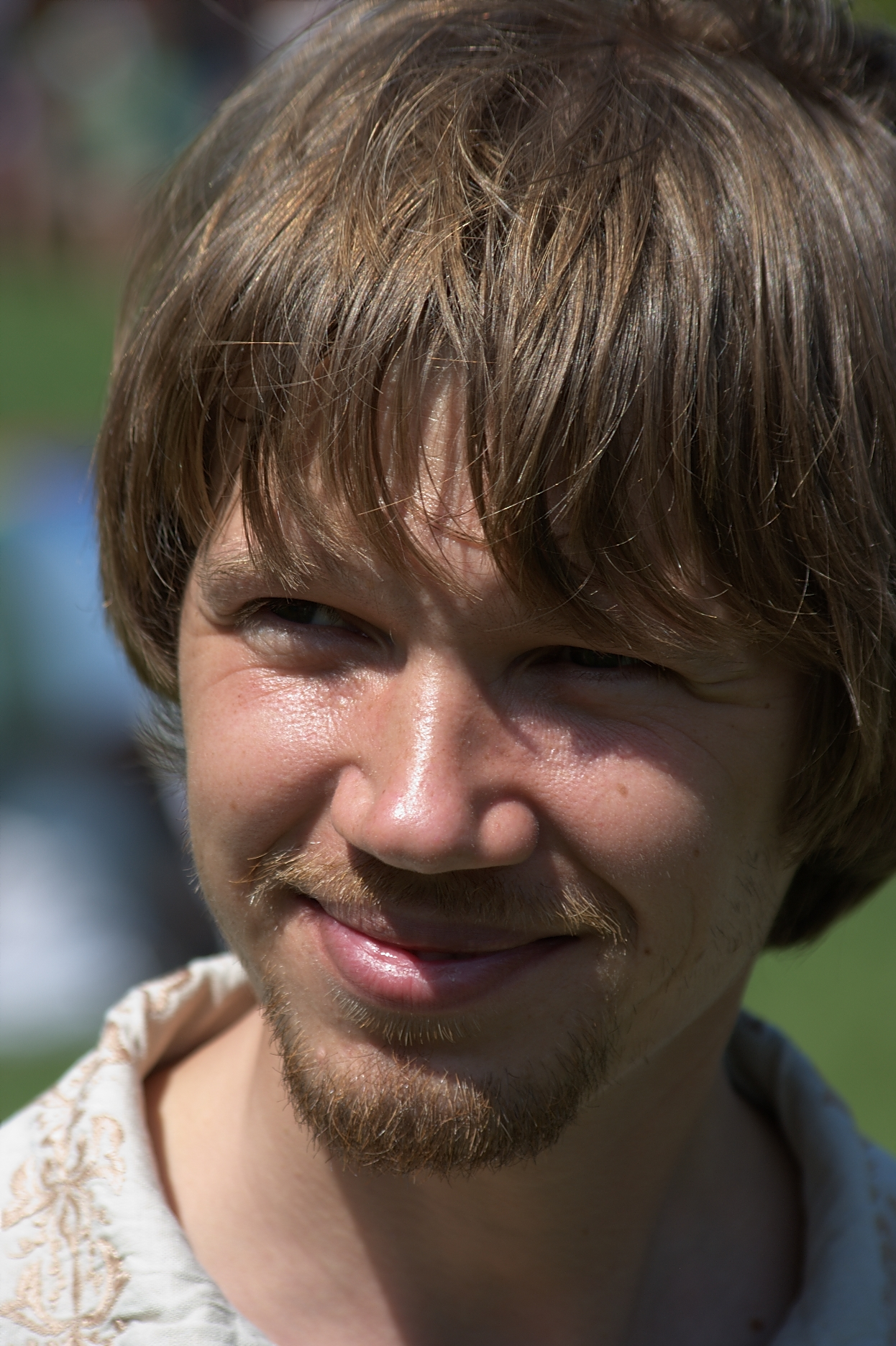
Ілля Фетисов, співкерівник гурту «Божичі»

Анса́мбль украї́нського аутенти́чного спі́ву «Бо́жичі» — український музичний колектив, створений у різдвяні свята в місті Києві учасниками колядного гурту. Ансамбль відтворює справжню старовинну музику, яка ще збереглась у селах та хуторах України, але зникає. Гурт «Божичі» — учасник багатьох фестивалів в Україні та закордоном. Керівниками колективу є Сусанна Карпенко та Ілля Фетисов.

## Похідні проєкти та організації
Одним з основних напрямків діяльності ансамблю є наукове дослідження сіл України з метою запису зразків автентичного фольклору. Керівник гурту, Ілля Фетисов, за участю решти учасників, з 1999 року організовує байдаркові фольклорні експедиції річками України. За цей час було досліджено села вздовж річок: Десна, Псел, Вовча, Самара, Ворскла, Оріль, Південний Буг, Айдар, Сіверський Донець, Бик, Красна, Снов. Також постійно здійснюються суходільні експедиції. Учасниками ансамблю здійснювалися записи на території Київської, Львівської, Івано-Франківської, Житомирської, Рівненської, Полтавської, Сумської, Чернігівської, Дніпропетровської, Донецької, Харківської, Хмельницької, Вінницької, Луганської областей, а також у АР Крим.[джерело?]
«Божичі» є засновниками «Школи традиційного народного танцю» (з 2016 року — "Школа танців ансамблю «Божичі») — першого в Україні постійно діючого клубу автентичного народного танцю, що функціонує на базі НЦНК «Музей Івана Гончара».[джерело?]
Для організаційної та правової допомоги у діяльності молодих фольклористів України, члени ансамблю виступили ініціаторами створення «Всеукраїнської асоціації молодих дослідників фольклору».[джерело?]

## Театр
Важливою сторінкою творчої діяльності колективу є театр. У 2001 році, спільно з Центром сучасного мистецтва «Дах», ансамблем була створена вистава «У пошуках втраченого часу» (режисер Владислав Троїцький). За цю виставу ансамблем була отримана театральна премія «Київська Пектораль 2001» за найкращу виставу малої сцени, премія театральних критиків «Київський рахунок-2002» за найкращу виставу сезону, друге місце у всеукраїнському конкурсі молодих митців «СтАРТ».[джерело?]
У травні 2002 р. вистава з успіхом пройшла у Відні, на фестивалі «Wienner Festwochen», а в липні 2003 р. — на фестивалі «Valley of Arts» у м. Каполч, в Угорщині.[джерело?]
З 2005 року ансамбль грав власну фольклорну виставу «Коло життя», що була побудована на історіях, записаних у експедиціях.
З 2008 року «Божичі» брали активну участь у виставі відомого київського режисера Андрія Приходька «Аз», що гралася в Театральному центрі НаУКМА.[джерело?]

## Дискографія
- 2004 — Котилася ой ясна зоря з неба
- 2005 — Колядницькі пісні
- 2007 — Вік любиш — не налюбишся (Пісні про кохання)
- 2008 — Українські танці (частина перша)
- 2009 — Псальми (Помишляйте, чєловєци)
- 2011 — Українські танці (частина друга)

## Відео
- «Божичі» — документальний фільм про ансамбль. Режисер — Анастасія Харченко.
- «Да просив мене Герасим» — перший в Україні анімаційний фольклорний кліп на однойменну пісню ансамблю; супроводжує третій альбом гурту «Божичі» під назвою «Вік любиш — не налюбишся». Режисер, автор сценарію та художник-аніматор — Юрій Борисенко.